# Erinnyis alope
Erinnyis alope é uma espécie de mariposa da família Sphingidae. Pode ser encontrada desde o sul dos Estados Unidos (Flórida, Texas) até o norte da Argentina, incluindo o Brasil.

## Descrição morfológica
Adulto: a envergadura alar varia entre 65 e 75 milímetros; o comprimento do corpo (correia escura) é de aproximadamente 50 a 55 milímetros.
As asas anteriores exibem coloração castanho-acinzentada, com faixas transversais marrom-escuras; as asas posteriores têm o terço basal amarelo vivo, contrastando com o ápice esbranquiçado. O abdômen é geralmente castanho-terra, com marcas dorsolaterais mais claras nos segmentos posteriores. As antenas são longas, ligeiramente curvadas na ponta, e o probóscide é adaptado para a sucção de néctar em flores tubulares.
Pupa: ocasionalmente encontrada em túneis rasos de solo solto ou folha seca, medindo cerca de 30 a 35 milímetros de comprimento; a cor varia do marrom claro ao marrom escuro, provida de cristas abdominais suaves e espículas minúsculas no terço posterior do abdômen.
Lagarta: com coloração inicial verde-clara, passa a tons de verde-oliváceo ou amarronzado conforme o último ínstar; apresenta listras longitudinais claras e escuras nos flancos, além de um “chifre” curto e reto no segmento torácico, típico de esfíngidos. Pode atingir até 80 milímetros de comprimento no último ínstar.

## Distribuição e habitat
Erinnyis alope tem distribuição neotropical ampla:
na América do Sul, ocorre desde o norte da Argentina (província de Misiones) e Uruguai até a bacia amazônica (Pará, Amazonas), com registros confirmados em municípios do Maranhão, como São Luís e Balsas, em habitats de borda de mata e zonas ripárias. Na América Central e Caribe, detectada desde o México (Chiapas, Veracruz) até Cuba, Jamaica, Porto Rico e Ilhas Virgens, habitando florestas tropicais secas, zonas de cultivo e bordas de mata. Nos EUA, ocorre de forma regular no sul da Flórida, Texas e Novo México; vadiadores eventuais foram documentados em estados mais ao norte, como Arkansas e Kansas
O hábitat predileto inclui áreas de matagais claros, pastagens com árvores dispersas, plantações de mamoeiro (Carica papaya), jardins urbanos e margens de estradas arborizadas. As lagartas alimentam-se principalmente de plantas das famílias Apocynaceae e Caricaceae.

## Biologia e ecologia
Período de voo: em regiões tropicais, adultos podem ser encontrados o ano todo; no sul da Flórida, há várias gerações anuais, com picos de adultos de junho a setembro. No Maranhão, registros de adultos em armadilhas luminosas ocorrem de março a novembro, indicando múltiplas gerações.
Alimentação do adulto: nutre-se de néctar de várias espécies de flores tubulares, como Bauhinia variegata (Fabaceae), Hamelia patens (Rubiaceae) e espécies de Lamiaceae, usando o probóscide longo para alcançar néctar profundo.
Plantas-hospedeiras da lagarta: Documentadas em Carica papaya, Jatropha gossypiifolia (mandioca-brava) e Allamanda cathartica, podendo causar danos moderados em plantações de mamoeiro e culturas ornamentais devido à ação foliar intensa.
Comportamento reprodutivo: Machos patrulham áreas de alimentação ou pontos de néctar, perambulando em voo rápido para interceptar fêmeas. O acasalamento ocorre no início da noite ou ao entardecer, com fêmeas depositando ovos isoladamente na face inferior de folhas hospedeiras.
Desenvolvimento larval: As lagartas passam por cinco ínstares em cerca de 20 a 25 dias, dependendo da temperatura (28 a 30 °C acelera o desenvolvimento). A pupação ocorre no solo, em profundidade de 2 a 4 centímetros, em um casulo ligeiro de fibras do solo e seda, com estágio pupal de cerca de 15 a 20 dias antes da emergência do adulto.

## Estado de conservação
Avaliada como Pouco Preocupante pela IUCN devido à ampla distribuição e ausência de declínio populacional significativo. Enquanto as populações são estáveis em grande parte da área de ocorrência, pressões locais incluem desmatamento de mata ribeirinha e uso de pesticidas em culturas de mamoeiro.

## Taxonomia e etimologia
Descrita originalmente por Dru Drury em 1770 como Sphinx alope; posteriormente alocada ao gênero Erinnyis.
O nome genérico Erinnyis está associado às Erínias (Fúrias), divindades da mitologia grega, possivelmente aludindo ao voo rápido e persistente destas esfíngides. O epíteto específico alope deriva do grego Alope (personagem mitológica), sem relação direta clara com atributos morfológicos.